# بيرثا كريستينا بوشولت
كانت بيرثا كريستينا بوشولت (8 مارس 1906 -18 أغسطس 2004) معلمة أمريكية، وناشطة في مجال حقوق المرأة، وخبيرة إحصائية وسياسية. عملت بنشاط خلال فترة عملها كمعلمة، من أجل الحصول على حق المرأة في التصويت في جزر العذراء. عملت كمديرة لخدمة الإحصاء منذ عام 1952 بعد حصولها على درجة الماجستير في الصحة العامة، وعُينت مديرة لقسم السجلات الحيوية والخدمات الإحصائية. كانت مديرة بقسم الخدمات العامة في وزارة الصحة منذ عام 1955 حتى عام 1957. ترشحت بوشولت لعضوية مجلس الشيوخ وحصلت على العضوية في عام 1964، كما خدمت فيها لدورة واحدة. عملت في لجنة وضع المرأة عام 1969. انتُخبت عام 1970، لتصبح رئيسة لمجلس التعليم بجزر العذراء. أطلق على المدرسة المتوسطة الجديدة في منطقة بوفوني اسم مدرسة بيرثا كريستينا بوشولت تكريمًا لجهودها في عام 1976.

## النشأة
ولدت بيرثا كريستينا بوشولت في 8 مارس 1906 في مدينة سانت توماس بجزر العذراء الدنماركية، وكانت والدتها جيسي أليكساندرينا (الاسم قبل الزواج: جيسي ميلين) ووالدها روبرت آر بوشولت. التحقت بمدرسة جيمس مونرو الابتدائية التي تعمل بالنظام المدرسي المحلي ومدرسة تشارلوت أمالي الثانوية. انتقلت إلى ولاية فيرجينيا عام 1924 بعد أن درست بها لمدة عام، التحقت بمعهد هامبتون، وتخرجت بتفوق عام 1929، حصلت على درجة البكالوريوس في علوم اللغة الإنجليزية والرياضيات.

## المسيرة المهنية
عادت بوشولت بعد تخرجها إلى جزر العذراء، وبدأت في ممارسة مهنة التدريس في مدرسة تشارلوت أمالي الثانوية. أصبحت على علم بقضايا المرأة، وكانت مهتمة بحق المرأة في التصويت بشكل خاص خلال فترة تواجدها في هامبتون. انضمت بوشولت إلى نساء أخريات كإيلا جيفت وإيولالي ستيفنز وإديث وليامز عندما عادت إلى مدينة سانت توماس، لكي تحصل على حق المرأة في التصويت في جزر العذراء. عملت أمينة سر بجمعية معلمي سانت توماس عام 1935. رفعت جمعية المعلمين دعوى قضائية، وقد قضى القاضي ألبرت ليفيت لصالحهن عندما حاولت المعلمات التسجيل ورُفضهن. كما أمر لجنة الانتخابات بالسماح للنساء المؤهلات بالتسجيل في التصويت.
عيُنت بوشولت مديرة مدرسة مؤقتًا عام 1938، وأصبحت مديرة رسميًا عام 1940. عادت إلى الجزيرة الرئيسية للالتحاق بكلية المعلمين بجامعة كولومبيا، تخرجت بدرجة الماجستير في إدارة التعليم عام 1945. حصلت على رخصة لمزاولة مهنة التدريس في مدينة نيويورك، عملت في مدرسة بي إس 81 عام 1946. التحقت بوشولت بالجمعية الدولية للمرأة التي عقدت في مدينة نيويورك أثناء تواجدها في الولايات المتحدة. كان المؤتمر الذي رعته إليانور روزفلت، يضم ممثلين من 53 دولة، انعقد المؤتمر لمعرفة وجهات نظر النساء في تنظيم المجتمع بعد الحرب. أيدت القرارات التي اتخذت في هذا التجمع إنشاء منظمة الأمم المتحدة ودعم المساواة القانونية والسياسية للنساء.
عملت بوشولت مع معلمين آخرين في جمعية المعلمين لتنظيم معهد المعلمين والمدرسة المسائية عندما عادت إلى مدينة سانت توماس عام 1947. كان هدف الجمعية رفع مستوى المهنية في التدريس، فقدموا دروسًا لتطوير تدريب المعلمين. كانت بوشولت إحدى المُعلمات في كلتا المبادرتين. تلقت بوشولت عرضًا لشغل وظيفة خبيرة إحصائيات بوزارة الصحة في عام 1949. قررت تخطي درجة الدكتوراه في جامعة كولومبيا وقبلت العرض، شمل العرض حضور برنامج تدريب في مدرسة الصحة العامة بجامعة ميشيغان، فاستقالت من منصبها كمديرة للمدرسة الثانوية.
انتقلت بوشولت إلى مدينة آن آربر بولاية ميشيغان عام 1950، بدأت دراستها التي كانت عبارة عن زيارات ميدانية إلى دوائر الصحة المحلية لتقييم الأعمال. انضمت إلى جمعية دلتا أوميغا، تخرجت عام 1951 بدرجة الماجستير في الصحة العامة. عُينت كمديرة لخدمة الإحصاء في وزارة الصحة عند عودتها إلى مدينة سانت توماس عام 1952. أصبحت أول مديرة لقسم السجلات الحيوية والخدمات الإحصائية فور تأسيسه. كانت مديرة للخدمات العامة بوزارة الصحة منذ عام 1955 حتى عام 1957. استقالت من وزارة الصحة عام 1963، على الرغم من استمرارها في العمل بالقسم على أساس تعاقدي.
انتُخبت بوشولت عضوًا في مجلس الشيوخ في الهيئة التشريعية بجزر العذراء عام 1964. أطلق عليها الفرع المحلي للاتحاد الدولي لسيدات الأعمال والمشتغلات بالمهن الحرة اسم امرأة العام في عام 1965. ترشحت لدورة تشريعية ثانية عام 1966، لكنها خسرت الانتخابات بفارق 30 صوتًا. عُينت للعمل في لجنة وضع المرأة عام 1969، كما انتُخبت في عضوية مجلس وزارة التعليم الإقليمي في العام التالي كرئيسة للمجلس. جرى عام 1976 الموافقة على بناء مدرسة إعدادية جديدة في منطقة بوفوني تحمل اسمها. بُنيت مدرسة بيرثا كريسينا بوشولت للمرحلة المتوسطة في الأول من مارس عام 1981.

## الوفاة والوصية
توفيت بوشولت في 18 أغسطس 2004 بمدينة سانت توماس. عُرفت بتفانيها في تطوير النظام التعليمي بجزر العذراء.